# Сенькевич Артем Сергійович
Артем Сергійович Сенькевич (народився 4 травня 1982 у м. Мінську, СРСР) — білоруський хокеїст, нападник. Виступає за «Кулагер» у чемпіонаті Казахстану. 
Хокеєм займається з 1988 року, перший тренер — А.Н. Владикін. Виступав за команди ХК «Могильов», «Керамін» (Мінськ), ХК «Гомель», «Хімволокно» (Могильов), ХК «Вітебськ», «Динамо» (Мінськ), «Хімік» (Новополоцьк), «Юність» (Мінськ).
У складі національної збірної Білорусі провів 12 матчів (2 голи, 2 передачі); учасник чемпіонату світу 2010. У складі молодіжної збірної Білорусі учасник чемпіонатів світу 2001 і 2002. У складі юніорської збірної Білорусі учасник чемпіонату світу 2000.
Чемпіон Білорусі (2001, 2002, 2009, 2010, 2011). Володар Кубка Білорусі (2003, 2006, 2009, 2010). Володар Континентального кубка (2011).